# Ryan Johnson (calciatore)
Ryan Johnson (Kingston, 26 novembre 1984) è un ex calciatore giamaicano, di ruolo attaccante.

## Carriera

### Nazionale
Ha partecipato alla CONCACAF Gold Cup 2011; tra il 2006 ed il 2013 ha totalizzato complessivamente 36 presenze ed 8 reti nella nazionale giamaicana.

## Palmarès

### Club

#### Competizioni nazionali
- Canadian Championship: 1

Toronto: 2012

### Individuali
- George Gross Memorial Trophy: 1

2012